# Cuba ai Giochi della XXIX Olimpiade
Cuba ha partecipato ai Giochi della XXIX Olimpiade di Pechino, svoltisi dall'8 al 24 agosto 2008, con una delegazione di 158 atleti.

## Medaglie
| Medaglia | Atleta                    | Sport            | Evento                                  |
| -------- | ------------------------- | ---------------- | --------------------------------------- |
| Oro      | Mijaín López              | Lotta            | Lotta greco-romana 120 kg maschile      |
| Oro      | Dayron Robles             | Atletica leggera | 110 metri ostacoli maschili             |
| Argento  | Yoanka González           | Ciclismo         | Corsa a punti femminile                 |
| Argento  | Yanet Bermoy              | Judo             | 48 kg femminile                         |
| Argento  | Anaysi Hernández          | Judo             | 70 kg femminile                         |
| Argento  | Yalennis Castillo         | Judo             | 78 kg femminile                         |
| Argento  | Yarelis Barrios           | Atletica leggera | Lancio del disco femminile              |
| Argento  | Yipsi Moreno              | Atletica leggera | Lancio del martello femminile           |
| Argento  | Cuba                      | Baseball         | Torneo maschile                         |
| Argento  | Emilio Correa Bayeaux     | Pugilato         | Pesi medi                               |
| Argento  | Carlos Banteux            | Pugilato         | Pesi welter                             |
| Argento  | Andry Laffita             | Pugilato         | Pesi mosca                              |
| Argento  | Yankiel León              | Pugilato         | Pesi gallo                              |
| Bronzo   | Yordanis Arencibia        | Judo             | 66 kg maschile                          |
| Bronzo   | Eglis Yaima Cruz          | Tiro             | Carabina 50 metri 3 posizioni femminile |
| Bronzo   | Óscar Brayson             | Judo             | +100 kg maschile                        |
| Bronzo   | Idalys Ortiz              | Judo             | +78 kg femminile                        |
| Bronzo   | Ibrahim Camejo            | Atletica leggera | Salto in lungo maschile                 |
| Bronzo   | Daynellis Montejo         | Taekwondo        | 49 kg femminile                         |
| Bronzo   | Yampier Hernández         | Pugilato         | Pesi mosca leggeri                      |
| Bronzo   | Yordenis Ugás             | Pugilato         | Pesi leggeri                            |
| Bronzo   | Roniel Iglesias Sotolongo | Pugilato         | welter leggeri                          |
| Bronzo   | Osmai Acosta Duarte       | Pugilato         | Pesi massimi                            |
| Bronzo   | Leonel Suárez             | Atletica leggera | Decathlon maschile                      |

### Medaglie per disciplina
| Sport            | Oro | Argento | Bronzo | Totale |
| ---------------- | --- | ------- | ------ | ------ |
| Atletica leggera | 1   | 2       | 2      | 5      |
| Lotta            | 1   | 0       | 0      | 1      |
| Pugilato         | 0   | 4       | 4      | 8      |
| Judo             | 0   | 3       | 3      | 6      |
| Baseball         | 0   | 1       | 0      | 1      |
| Ciclismo         | 0   | 1       | 0      | 1      |
| Taekwondo        | 0   | 0       | 1      | 1      |
| Tiro             | 0   | 0       | 1      | 1      |

## Atletica leggera
| Gara                  | Atleta                                                 | Batterie | Batterie | Quarti  | Quarti | Semifinali | Semifinali | Finale  | Finale |
| Gara                  | Atleta                                                 | Tempo    | Pos.     | Tempo   | Pos.   | Tempo      | Pos.       | Tempo   | Pos.   |
| --------------------- | ------------------------------------------------------ | -------- | -------- | ------- | ------ | ---------- | ---------- | ------- | ------ |
| 100 m                 | Henry Vizcaino                                         | 10"28    | 4        | 10"33   | 5      |            |            |         |        |
| 400 m                 | William Collazo                                        |          |          | 45"37   | 3      | 45"06      | 6          |         |        |
| 800 m                 | Yeimer López                                           |          |          | 1'45"66 | 1      | 1'46"40    | 2          | 1'45"88 | 6      |
| 800 m                 | Andy González                                          |          |          | 1'46"59 | 4      |            |            |         |        |
| 110 m ostacoli        | Dayron Robles                                          | 13"39    | 1        | 13"19   | 2      | 13"12      | 1          | 12"93   |        |
| Staffetta 4x400 metri | Yunier Perez Yunior Díaz William Collazo Omar Cisneros |          |          |         |        | 3'02"24    | 7          |         |        |

| Gara                   | Atleta               | Qualificazioni | Qualificazioni | Finale  | Finale |
| Gara                   | Atleta               | Misura         | Pos.           | Misura  | Pos.   |
| ---------------------- | -------------------- | -------------- | -------------- | ------- | ------ |
| Salto con l'asta       | Lázaro Borges        | nessuna misura | -              |         |        |
| Salto in lungo         | Ibrahim Camejo       | 8,23 m         | 2              | 8,20 m  |        |
| Salto in lungo         | Wilfredo Martinez    | 8,07 m         | 6              | 8,19 m  | 5      |
| Salto triplo           | Arnie David Giralt   | 17,30 m        | 4              | 17,52 m | 4      |
| Salto triplo           | Hector Dairo Fuentes | 17,14 m        | 10             | 16,28 m | 12     |
| Salto triplo           | Alexis Coppello      | 17,09 m        | 13             |         |        |
| Getto del peso         | Carlos Véliz         | 19,58 m        | 24             |         |        |
| Getto del peso         | Reinaldo Proenza     | 19,20 m        | 32             |         |        |
| Getto del peso         | Alexis Paulmier      | nessuna misura | -              |         |        |
| Lancio del disco       | Jorge Fernández      | 59,60 m        | 27             |         |        |
| Lancio del giavellotto | Anier Boue           | 71,85 m        | 28             |         |        |

| Prova                  | Leonel Suárez | Leonel Suárez | Leonel Suárez | Yordanis García | Yordanis García | Yordanis García |
| Prova                  | Risultato     | Punti         | Pos.          | Risultato       | Punti           | Pos.            |
| ---------------------- | ------------- | ------------- | ------------- | --------------- | --------------- | --------------- |
| 100 metri              | 10"90         | 883           | 9             | 10"64           | 942             | 4               |
| Salto in lungo         | 7,33 m        | 893           | 10            | 7,07 m          | 830             | 21              |
| Getto del peso         | 14,49 m       | 758           | 17            | 15,82 m         | 840             | 5               |
| Salto in alto          | 2,05 m        | 850           | 6             | 1,96 m          | 767             | 18              |
| 400 metri              | 47"91         | 913           | 5             | 49"66           | 830             | 18              |
| 110 metri ostacoli     | 14"15         | 955           | 5             | 13"90           | 987             | 1               |
| Lancio del disco       | 44,45 m       | 756           | 19            | 36,73 m         | 598             | 29              |
| Salto con l'asta       | 4,70 m        | 819           | 12            | 4,70 m          | 819             | 12              |
| Lancio del giavellotto | 73,98 m       | 950           | 1             | 65,60 m         | 822             | 6               |
| 1500 metri             | 4'29"17       | 750           | 4             | 5'00"49         | 557             | 21              |
| Totale                 |               | 8527          |               |                 | 7992            | 15              |

| Gara                  | Atleta                                                    | Batterie | Batterie | Quarti  | Quarti | Semifinali   | Semifinali   | Finale  | Finale |
| Gara                  | Atleta                                                    | Tempo    | Pos.     | Tempo   | Pos.   | Tempo        | Pos.         | Tempo   | Pos.   |
| --------------------- | --------------------------------------------------------- | -------- | -------- | ------- | ------ | ------------ | ------------ | ------- | ------ |
| 100 m                 | Virgen Benavides                                          | 11"45    | 3        | 11"40   | 5      |              |              |         |        |
| 200 m                 | Roxana Díaz                                               | 23"09    | 3        | 22"98   | 4      | 23"12        | 8            |         |        |
| 400 m                 | Indira Terrero                                            |          |          | 51"56   | 4      | 51"80        | 6            |         |        |
| 800 m                 | Zulia Calatayud                                           |          |          | 2'00"34 | 1      | 1'58"78      | 4            |         |        |
| 100 m ostacoli        | Anay Tejeda                                               |          |          | 12"84   | 2      | non concluso | non concluso |         |        |
| 100 m ostacoli        | Yenima Arencibia                                          |          |          | 13"43   | 6      |              |              |         |        |
| Staffetta 4x400 metri | Roxana Díaz Zulia Calatayud Susana Clement Indira Terrero |          |          |         |        | 3'25"46      | 2            | 3'23"21 | 6      |

| Gara                   | Atleta             | Qualificazioni | Qualificazioni | Finale  | Finale |
| Gara                   | Atleta             | Misura         | Pos.           | Misura  | Pos.   |
| ---------------------- | ------------------ | -------------- | -------------- | ------- | ------ |
| Salto con l'asta       | Yarisley Silva     | 4,15 m         | 27             |         |        |
| Salto in lungo         | Yargelis Savigne   | 6,49 m         | 17             |         |        |
| Salto triplo           | Yargelis Savigne   | 14,99 m        | 1              | 15,05 m | 5      |
| Salto triplo           | Mabel Gay          | 14,09 m        | 15             |         |        |
| Salto triplo           | Yarianna Martinez  | 13,96 m        | 21             |         |        |
| Getto del peso         | Misleydis González | 18,91 m        | 7              | 19,50 m | 4      |
| Getto del peso         | Mailín Vargas      | 18,47 m        | 14             | 18,28 m | 10     |
| Getto del peso         | Yumileidi Cumbá    | 17,60 m        | 20             |         |        |
| Lancio del disco       | Yarelis Barrios    | 62,23 m        | 4              | 63,64 m |        |
| Lancio del disco       | Yania Ferrales     | 59,87          | 15             |         |        |
| Lancio del martello    | Yipsi Moreno       | 73,92 m        | 1              | 75,20 m |        |
| Lancio del martello    | Arasay Thondike    | 68,74 m        | 15             |         |        |
| Lancio del martello    | Yunaika Crawford   | 66,16 m        | 31             |         |        |
| Lancio del giavellotto | Osleidys Menéndez  | 60,51 m        | 11             | 63,35 m | 6      |
| Lancio del giavellotto | Yanet Cruz         | 58,06 m        | 19             |         |        |

| Prova                  | Gretchen Quintana | Gretchen Quintana | Gretchen Quintana |
| Prova                  | Risultato         | Punti             | Pos.              |
| ---------------------- | ----------------- | ----------------- | ----------------- |
| 100 metri ostacoli     | 13"77             | 1011              | 19                |
| Salto in alto          | 1,68 m            | 830               | 34                |
| Getto del peso         | 13,10 m           | 734               | 22                |
| 200 metri              | 24"34             | 948               | 9                 |
| Salto in lungo         | 6,02 m            | 856               | 23                |
| Lancio del giavellotto | 38,14 m           | 632               | 31                |
| 800 metri              | 2'20"31           | 819               | 25                |
| Totale                 |                   | 5830              | 25                |

## Baseball

### Squadra
La squadra era formata da:
- Pedro Luis Lazo (lanciatore)
- Miguel Lahera (lanciatore)
- Jonder Martínez (lanciatore)
- Elier Sánchez (lanciatore)
- Yadier Pedroso (lanciatore)
- Vicyohandri Odelín (lanciatore)
- Adiel Palma (lanciatore)
- Norberto González (lanciatore)
- Norge Luis Vera (lanciatore)
- Luis Miguel Rodríguez (lanciatore)
- Ariel Pestano (ricevitore)
- Rolando Meriño (ricevitore)
- Eriel Sánchez (ricevitore)
- Alexander Mayeta| (interno)
- Héctor Olivera (interno)
- Yulieski Gourriel (interno)
- Michel Enríquez (interno)
- Eduardo Paret (interno)
- Luis Miguel Navas (interno)
- Giorvis Duvergel (esterno)
- Yoandry Urgellés (esterno)
- Alexei Bell (esterno)
- Frederich Cepeda (esterno)
- Alfredo Despaigne (esterno)

### Prima fase
| Data      | Ora locale | Partita       | Partita         | Partita       |
| --------- | ---------- | ------------- | --------------- | ------------- |
| 13 agosto | 19-00      | Cuba          | 4-2             | Giappone      |
| 14 agosto | 18.00      | Cuba          | 7-6             | Canada        |
| 15 agosto | 11.30      | Stati Uniti   | 4-5 (11 inning) | Cuba          |
| 16 agosto | 11.30      | Cuba          | 1-0             | Taipei cinese |
| 18 agosto | 18.00      | Paesi Bassi   | 3-14 (8 inning) | Cuba          |
| 19 agosto | 11.30      | Corea del Sud | 7-4             | Cuba          |
| 20 agosto | 10.30      | Cuba          | 17-1 (7 inning) | Cina          |

|  | Qualificate alle semifinali |
|  | Eliminate                   |

| Squadra       | Gioc | Vinte | Perse | Pt.fat | Pt.sub | Perc  |
| ------------- | ---- | ----- | ----- | ------ | ------ | ----- |
| Corea del Sud | 7    | 7     | 0     | 41     | 22     | 1.000 |
| Cuba          | 7    | 6     | 1     | 52     | 23     | .857  |
| Stati Uniti   | 7    | 5     | 2     | 40     | 22     | .714  |
| Giappone      | 7    | 4     | 3     | 36     | 14     | .571  |
| Taipei cinese | 7    | 2     | 5     | 29     | 33     | .286  |
| Canada        | 7    | 2     | 5     | 29     | 20     | .286  |
| Paesi Bassi   | 7    | 1     | 6     | 9      | 50     | .143  |
| Cina          | 7    | 1     | 6     | 14     | 60     | .143  |

### Seconda fase
| Data       | Ora locale | Partita       | Partita                                            | Partita     |
| Semifinale | Semifinale | Semifinale    | Semifinale                                         | Semifinale  |
| ---------- | ---------- | ------------- | -------------------------------------------------- | ----------- |
| 22 agosto  | 18.00      | Cuba          | 10-2 (0-0, 0-0, 2-0, 1-1, 0-1, 1-0, 0-0, 6-0, X-0) | Stati Uniti |
| Finale     |            |               |                                                    |             |
| 23 agosto  | 18.00      | Corea del Sud | 3-2 (2-1, 0-0, 0-0, 0-0, 0-0, 0-0, 1-1, 0-0, 0-0)  | Cuba        |

## Beach volley

### Torneo femminile
Cuba è stata rappresentata da due coppie: una formata da Milagros Crespo e Imara Esteves, l'altra da Dalixia Fernández e Larrea Perazza.

#### Prima fase
Gruppo B
| 10 agosto | 14.00 | Hakedal - Torlen           | 0-2 )20-22, 19-21) | F. Grasset - Larrea Peraza |
| 12 agosto | 09:00 | Walsh - May-Treanor        | 2-0 (21-15, 21-16) | F. Grasset - Larrea Peraza |
| 14 agosto | 11:00 | F. Grasset - Larrea Peraza | 2-0 (21-18, 21-17) | Teru Saiki - Kusuhara      |

| posiz | squadra                           | G | W | P | Sv | Sp | Pf  | Ps  | Pts |
| ----- | --------------------------------- | - | - | - | -- | -- | --- | --- | --- |
| 1     | Walsh - May-Treanor (Stati Uniti) | 3 | 3 | 0 | 6  | 0  | 126 | 85  | 6   |
| 2     | F. Grasset - Larrea Peraza (Cuba) | 3 | 2 | 1 | 4  | 2  | 116 | 116 | 5   |
| 3     | Hakedal - Torlen (Norvegia)       | 3 | 1 | 2 | 2  | 4  | 108 | 111 | 4   |
| 4     | Teru Saiki - Kusuhara (Giappone)  | 3 | 0 | 3 | 0  | 6  | 88  | 126 | 3   |

Gruppo E
| 9 agosto  | 19.00 | Pohl - Rau                  | 2-0 (21-17, 21-19)        | Esteves Ribalta - M. Crespo |
| 11 agosto | 12:00 | Esteves Ribalta - M. Crespo | 2-0 (21-11, 21-15)        | Kadijk R. - Mooren          |
| 13 agosto | 22:00 | Branagh - Youngs            | 2-1 (21-19, 13-21, 15-12) | Esteves Ribalta - M. Crespo |

| posiz | squadra                            | G | W | P | Sv | Sp | Pf  | Ps  | Pts |
| ----- | ---------------------------------- | - | - | - | -- | -- | --- | --- | --- |
| 1     | Branagh - Youngs (Stati Uniti)     | 3 | 3 | 0 | 6  | 1  | 139 | 129 | 6   |
| 2     | Pohl - Rau (Germania)              | 3 | 2 | 1 | 4  | 2  | 117 | 115 | 5   |
| 3     | Esteves Ribalta - M. Crespo (Cuba) | 3 | 1 | 2 | 3  | 4  | 130 | 117 | 4   |
| 4     | Kadijk R. - Mooren (Paesi Bassi)   | 3 | 0 | 3 | 0  | 6  | 107 | 132 | 3   |

### Seconda fase
| Ottavi di finale | Ottavi di finale | Ottavi di finale            | Ottavi di finale   | Ottavi di finale           |
| ---------------- | ---------------- | --------------------------- | ------------------ | -------------------------- |
| 15 agosto        | 10.00            | Branagh - Youngs            | 2-0 (21-15, 21-13) | F. Grasset - Larrea Peraza |
| 15 agosto        | 19.00            | Esteves Ribalta - M. Crespo | 0-2 (19-21, 13-21) | Xue - Zhang Xi             |

## Canoa/kayak
| Gara      | Atleta                       | Batterie | Batterie | Semifinali | Semifinali | Finale  | Finale |
| Gara      | Atleta                       | Tempo    | Pos.     | Tempo      | Pos.       | Tempo   | Pos.   |
| --------- | ---------------------------- | -------- | -------- | ---------- | ---------- | ------- | ------ |
| C1 500 m  | Aldo Pruna                   | 1'51"11  | 5        | 1'53"81    | 5          |         |        |
| C1 1000 m | Aldo Pruna                   | 4'02"35  | 3        | 4'01"75    | 3          | 3'59"09 | 8      |
| C2 500 m  | Karel Aguilar Serguey Torres | 1'44"15  | 7        | 1'43"64    | 5          |         |        |
| C2 1000 m | Karel Aguilar Serguey Torres | 3'41"17  | 2        |            |            | 3'48"88 | 8      |
| K1 500 m  | Jorge Garcia                 | 1'42"80  | 7        | 1'49"08    | 8          |         |        |
| K1 1000 m | Jorge Garcia                 | 3'38"86  | 7        | 3'41"22    | 5          |         |        |

## Canottaggio
| Gara                               | Atleta                                                              | Batterie | Batterie | Quarti/ Ripescaggi | Quarti/ Ripescaggi | Semifinali | Semifinali         | Finale  | Finale       |
| Gara                               | Atleta                                                              | Tempo    | Pos.     | Tempo              | Pos.               | Tempo      | Pos.               | Tempo   | Pos.         |
| ---------------------------------- | ------------------------------------------------------------------- | -------- | -------- | ------------------ | ------------------ | ---------- | ------------------ | ------- | ------------ |
| 2 di coppia pesi leggeri maschile  | Eyder Batista Yunior Perez                                          | 6'19"36  | 4        | 6'40"15            | 2                  | 6'33"60    | 3                  | 6'19"96 | 6            |
| 4 di coppia maschile               | Yoennis Hernández Ángel Founier Yuleidys Cascaret Janier Concepción | 5'44"68  | 4        | 6'03"56            | 2                  | 6'04"99    | 6                  | 5'52"66 | 6 (finale B) |
| Singolo femminile                  | Mayra González                                                      | 8'07"22  | 2        | 7'45"75            | 4                  | 8'02"10    | 1 (semifinale C-D) | 7'42"68 | 3 (finale C) |
| 2 di coppia pesi leggeri femminile | Ismaray Marrero Yaima Velázquez                                     | 7'13"35  | 4        | 7'32"14            | 3                  | 7'30"15    | 6                  | 7'20"07 | 6 (finale B) |

## Ciclismo

### Su pista
| Velocità femminile | Lisandra Guerra | 11"462 | 9 | Willy Kanis (Paesi Bassi) Perso Seconda nei ripescaggi |  |  |  |  |  |  |

| Gara                    | Atleta          | Punti | Pos. |
| ----------------------- | --------------- | ----- | ---- |
| Corsa a punti femminile | Yoanka González | 18    |      |

### Su strada e Cross country
| Gara                     | Atleta          | Tempo     | Posizione |
| ------------------------ | --------------- | --------- | --------- |
| Corsa in linea femminile | Yumari González | 3h 51'39" | 60        |

## Judo
| Gara    | Atleta             | Tabellone principale                         | Tabellone principale                   | Tabellone principale                  | Tabellone principale                    | Tabellone principale | Ripescaggi                        | Ripescaggi | Ripescaggi | Ripescaggi                             |
| Gara    | Atleta             | Sedicesimi                                   | Ottavi                                 | Quarti                                | Semifinali                              | Finale               | 1º turno                          | Quarti     | Semifinali | Finale                                 |
| ------- | ------------------ | -------------------------------------------- | -------------------------------------- | ------------------------------------- | --------------------------------------- | -------------------- | --------------------------------- | ---------- | ---------- | -------------------------------------- |
| 60 kg   | Yosmani Piker      | Hovhannes Davtyan (Armenia) 0010-0100        |                                        |                                       |                                         |                      |                                   |            |            |                                        |
| 66 kg   | Yordanis Arencibia | Daniel García González (Andorra) 1010-0000   | Aheen el Hady (Egitto) 0001-0000       | Taylor Takata (Stati Uniti) 0010-0000 | Masato Uchishiba (Giappone) 0001-0020   |                      |                                   |            |            | Alim Gadanov (Russia) 0010-0001        |
| 73 kg   | Ronald Girones     | Sergiu Toma (Moldavia) 0001-0010             |                                        |                                       |                                         |                      |                                   |            |            |                                        |
| 81 kg   | Oscar Cardenas     | Anthony Rodriguez (Francia) 0110-0001        | João Neto (Portogallo) 0000-1000       |                                       |                                         |                      |                                   |            |            |                                        |
| 90 kg   | Asley Gonzales     | Yves-Matthieu Dafreville (Francia) 0000-1000 |                                        |                                       |                                         |                      | Roberto Meloni (Italia) 0001-1001 |            |            |                                        |
| 100 kg  | Oresidis Despaigne | Matt Celotti (Australia) 0010-0000           | Jang Sung-Ho (Corea del Sud) 0000-0001 |                                       |                                         |                      |                                   |            |            |                                        |
| +100 kg | Vidal Braison      | Rudy Hachache (Libano) 1011-0000             | Carlos Zegarra (Perù) 1000-0000        | João Schlittler (Brasile) 1000-0000   | Abdullo Tangriev (Uzbekistan) 0011-1010 |                      |                                   |            |            | Mohammed Reza Roudaki (Iran) 0200-0000 |

| Gara   | Atleta             | Tabellone principale                   | Tabellone principale                  | Tabellone principale                     | Tabellone principale                      | Tabellone principale                        | Ripescaggi                           | Ripescaggi | Ripescaggi | Ripescaggi                                     |
| Gara   | Atleta             | Sedicesimi                             | Ottavi                                | Quarti                                   | Semifinali                                | Finale                                      | 1º turno                             | Quarti     | Semifinali | Finale                                         |
| ------ | ------------------ | -------------------------------------- | ------------------------------------- | ---------------------------------------- | ----------------------------------------- | ------------------------------------------- | ------------------------------------ | ---------- | ---------- | ---------------------------------------------- |
| 48 kg  | Yanet Bermoy       | Glenda Miranda (Ecuador) 1010-0000     | Lyudmila Bogdanova (Russia) 0010-0001 | Michaela Baschin (Germania) 0001-0000    | Pak Ok-Song (Corea del Nord) 1021-0000    | Alina Alexandra Dumitru (Romania) 0000-1100 |                                      |            |            |                                                |
| 52 kg  | Yagnelis Mestre    | An Kum-ae (Corea del Nord) 0000-0201   |                                       |                                          |                                           |                                             | Flor Velázquez (Venezuela) 0000-0001 |            |            |                                                |
| 57 kg  | Yueisleidy Lupetey | Ange Jean Baptiste (Haiti) 0111-0000   | Nesria Jelassi (Tunisia) 0000-1000    |                                          |                                           |                                             |                                      |            |            |                                                |
| 63 kg  | Driulis González   | bye                                    | Claudia Heill (Austria) 0010-0001     | Wang Chin-Fang (Taipei cinese) 0010-0001 | Ayumi Tanimoto (Giappone) 0000-1011       |                                             |                                      |            |            | Elisabeth Willeboordse (Paesi Bassi) 0000-0001 |
| 70 kg  | Anasisis Hernandez | bye                                    | Yuri Alvear (Colombia) 1000-0010      | Ylenia Scapin (Italia) 1000-0000         | Annett Böhm (Germania) 1000-0010          | Masae Ueno (Giappone) 0000-1000             |                                      |            |            |                                                |
| 78 kg  | Yangelis Castillo  | Sagat Abikeyeva (Kazakistan) 1021-0000 | Divya Tewar (India) 1000-0000         | Stéphanie Possamaï (Francia) 0030-0000   | Jeong Gyeong-Mi (Corea del Sud) 0001-0000 | Yang Xiuli (Cina) 0000-0000                 |                                      |            |            |                                                |
| +78 kg | Idalys Ortiz       | bye                                    | Samah Ramadan (Egitto) 0110-0000      | Janelle Shepherd (Australia) 1000-0000   | Tong Wen (Cina) 0000-0010                 |                                             |                                      |            |            | Dorjgotovyn Tserenkhand (Mongolia) 1000-0000   |

## Lotta
| Gara   | Atleta           | Tabellone principale                  | Tabellone principale                    | Tabellone principale                   | Tabellone principale | Tabellone principale | Ripescaggi                                     | Ripescaggi                              | Ripescaggi                            |
| Gara   | Atleta           | Sedicesimi                            | Ottavi                                  | Quarti                                 | Semifinali           | Finale               | Quarti                                         | Semifinali                              | Finale                                |
| ------ | ---------------- | ------------------------------------- | --------------------------------------- | -------------------------------------- | -------------------- | -------------------- | ---------------------------------------------- | --------------------------------------- | ------------------------------------- |
| 55 kg  | Maikel Pérez     | Rizvan Gadžiev (Bielorussia) 0-7, 0-6 |                                         |                                        |                      |                      |                                                |                                         |                                       |
| 60 kg  | Yandro Quintana  | bye                                   | Qin He (Cina) 4-1, 1-0                  | Mavlet Batirov (Russia) 0-1, 1-1, 1-4  |                      |                      | Zelimkhan Huseynov (Azerbaigian) 1-0, 1-1, 3-4 |                                         |                                       |
| 66 kg  | Geandry Garzón   | bye                                   | Ramazan Şahin (Turchia) 1-0, 7-4        |                                        |                      |                      |                                                | Mehdi Taghavi (Iran) 1-4, 2-0, 2-0      | Otar Tushishvili (Georgia) 0-3, 1-1   |
| 74 kg  | Iván Fundora     | Si Riguleng (Cina) 7-5, 4-2           | Ben Askren (Stati Uniti) 3-1, 4-0       | Buvaisar Saitiev (Russia) 0-2, 1-2     |                      |                      |                                                | Cho Byung-Kwan (Corea del Sud) 2-0, 4-0 | Kiril Terziev (Bulgaria) 6-5 F        |
| 84 kg  | Reineris Salas   | bye                                   | Andy Hrovat (Stati Uniti) 0-3, 3-1, 2-2 | Serhat Balcı (Turchia) 0-1, 0-2        |                      |                      |                                                |                                         |                                       |
| 96 kg  | Michel Batista   | bye                                   | Daniel Cormier (Stati Uniti) w/o        | Taimuraz Tigiyev (Kazakistan) 0-2, 0-1 |                      |                      |                                                | Luis Vivenez (Colombia) 1-1, 2-0        | Georgi Gogshelidze (Georgia) 0-1, 0-4 |
| 120 kg | Disney Rodríguez | bye                                   | Rareş Chintoan (Romania) 5-0, 4-0       | Artur Tajmazov (Uzbekistan) 1-3, 0-4   |                      |                      |                                                | Ali Isayev (Azerbaigian) 1-0, 4-0       | David Musuľbes (Slovacchia) 0-4, 2-4  |

| Gara   | Atleta            | Tabellone principale               | Tabellone principale                      | Tabellone principale                        | Tabellone principale             | Tabellone principale             | Ripescaggi                        | Ripescaggi                               | Ripescaggi                               |
| Gara   | Atleta            | Sedicesimi                         | Ottavi                                    | Quarti                                      | Semifinali                       | Finale                           | Quarti                            | Semifinali                               | Finale                                   |
| ------ | ----------------- | ---------------------------------- | ----------------------------------------- | ------------------------------------------- | -------------------------------- | -------------------------------- | --------------------------------- | ---------------------------------------- | ---------------------------------------- |
| 55 kg  | Yagnier Hernández | bye                                | Cha Kwang-Su (Corea del Nord) 8-0, 1-1    | Rövşən Bayramov (Azerbaigian) 0-5, 2-1, 0-4 |                                  |                                  |                                   | Mostafa Mohamed (Egitto) 6-0,3-1         | Roman Amoyan (Armenia) 3-0, 5-1          |
| 60 kg  | Roberto Monzón    | bye                                | Sébastien Hidalgo (Francia) 2-1, 3-3, 6-0 | Islam-Beka Albiev (Russia) 0-6, 0-2         |                                  |                                  |                                   | Soner Sucu (Turchia) 1-3, 4-2, 1-1       | Ruslan Tumenbaev (Kirghizistan) 0-8, 0-1 |
| 66 kg  | Alain Milian      | Steeve Guénot (Francia) 0-3, 1-2   |                                           |                                             |                                  |                                  | Tamás Lőrincz (Ungheria) 1-1, 1-1 | Mikhail Siamionau (Bielorussia) 1-1, 1-3 |                                          |
| 84 kg  | Yunior Estrada    | Attila Bátky (Slovacchia) 4-0, 5-0 | Ara Abrahamian (Svezia) 1-2, 1-1, 1-1     |                                             |                                  |                                  |                                   |                                          |                                          |
| 120 kg | Mijaín López      | bye                                | Siarhei Artsiukhin (Bielorussia) 3-0, 2-1 | Yuri Patrikeev (Armenia) 1-1, 3-0 F         | Jalmar Sjöberg (Svezia) 4-0, 5-0 | Khasan Baroyev (Russia) 5-0, 1-1 |                                   |                                          |                                          |

## Nuoto
| Gara                         | Atleta           | Batterie | Batterie | Semifinali | Semifinali | Finale | Finale |
| Gara                         | Atleta           | Tempo    | Pos.     | Tempo      | Pos.       | Tempo  | Pos.   |
| ---------------------------- | ---------------- | -------- | -------- | ---------- | ---------- | ------ | ------ |
| 200 m dorso maschili         | Pedro Medel      | 2'01"32  | 30       |            |            |        |        |
| 200 m stile libero femminili | Heysi Villarreal | 2'03"23  | 41       |            |            |        |        |

## Pentathlon moderno
| Gara     | Atleta           | Tiro  | Tiro  | Scherma  | Scherma | Nuoto   | Nuoto | Equitazione | Equitazione | Corsa   | Corsa | Punteggio totale | Posizione |
| Gara     | Atleta           | Punti | Punt. | Vittorie | Punt.   | Tempo   | Punt. | Punti       | Punt.       | Tempo   | Punt. | Punteggio totale | Posizione |
| -------- | ---------------- | ----- | ----- | -------- | ------- | ------- | ----- | ----------- | ----------- | ------- | ----- | ---------------- | --------- |
| Maschile | Yaniel Velazquez | 184   | 1144  | 18       | 832     | 2'16"38 | 1164  | 79"79       | 1028        | 9'29"55 | 1124  | 5292             | 15        |

## Pugilato
| Gara                | Atleta            | Sedicesimi                        | Ottavi                                   | Quarti                              | Semifinali                            | Finale                                |
| ------------------- | ----------------- | --------------------------------- | ---------------------------------------- | ----------------------------------- | ------------------------------------- | ------------------------------------- |
| Pesi mosca leggeri  | Yampier Hernández | Sherali Dostiev (Tagikistan) 12-1 | Georgiy Chygayev (Ucraina) 21-3          | Paulo Carvalho (Brasile) 21-6       | Pürevdorjiin Serdamba (Mongolia) 8-+8 |                                       |
| Pesi mosca          | Andry Laffita     | bye                               | Khalid Saeed Yafai (Gran Bretagna) 9-3   | McWilliams Arroyo (Porto Rico) 11-2 | Georgy Balakshin (Russia) 9-8         | Somjit Jongjohor (Thailandia) 2-8     |
| Pesi gallo          | Yankiel León      | bye                               | Kanat Abutalipov (Kazakistan) 10-3       | Worapoj Petchkoom (Thailandia) 10-2 | Bruno Julie (Mauritius) 7-5           | Enkhbatyn Badar-Uugan (Mongolia) 5-16 |
| Pesi piuma          | Idel Torriente    | Prince Dzanie (Ghana) 11-2        | Zorigtbaataryn Enkhzorig (Mongolia) 10-9 | Shahin Imranov (Azerbaigian) 14-16  |                                       |                                       |
| Pesi leggeri        | Yordenis Ugás     | Hamza Kramou (Algeria) 21-3       | Domenico Valentino (Italia) 10-2         | Georgian Popescu (Romania) 11-7     | Daouda Sow (Francia) 8-15             |                                       |
| Pesi welter leggeri | Rosniel Iglesias  | Mahaman Smaila (Camerun) 15-1     | Driss Moussaid (Marocco) 15-4            | Gennady Kovalev (Russia) 5-2        | Manus Boonjumnong (Thailandia) 5-10   |                                       |
| Pesi welter         | Carlos Banteux    | bye                               | Billy Joe Saunders (Gran Bretagna) 13-6  | Hosam Bakr Abdin (Egitto) 10-2      | Hanati Silamu (Cina) 17-4             | Bakhyt Sarsekbayev (Kazakistan) 9-18  |
| Pesi medi           | Emilio Correa     | Jarrod Fletcher (Australia) 17-4  | Sergiy Derevyanchenko (Ucraina) 18-4     | Elshod Rasulov (Uzbekistan) 9-7     | Vijender Singh (India) 8-5            | James DeGale (Gran Bretagna) 14-16    |
| Pesi massimi        | Osmay Acosta      |                                   | Olanrewaju Durodola (Niger) 11-0         | Elias Pavlidis (Grecia) 7-4         | Rakhim Chakhkiev (Russia) 5-10        |                                       |
| Pesi supermassimi   | Robert Alfonso    |                                   | V"jačeslav Hlazkov (Ucraina) 3-5         |                                     |                                       |                                       |

## Scherma
| Gara                 | Atleta            | Turno 1                        | Sedicesimi                        | Ottavi | Quarti | Semifinali | Finale |
| -------------------- | ----------------- | ------------------------------ | --------------------------------- | ------ | ------ | ---------- | ------ |
| Fioretto individuale | Misleydis Compañy | Joanna Halls (Australia) 15-13 | Giovanna Trillini (Italia) 7-15   |        |        |            |        |
| Sciabola individuale | Mailyn González   | Nafi Toure (Senegal) 15-7      | Sada Jacobson (Stati Uniti) 11-15 |        |        |            |        |

## Sollevamento pesi
| Gara  | Atleta                | Strappo | Strappo | Slancio | Slancio | Totale | Posizione |
| Gara  | Atleta                | Ris.    | Pos.    | Ris.    | Pos.    | Totale | Posizione |
| ----- | --------------------- | ------- | ------- | ------- | ------- | ------ | --------- |
| 56 kg | Sergio Alvarez Boulet | 120     | 8       | 152     | 7       | 272    | 6         |
| 62 kg | Lázaro Maikel Ruiz    | 132     | 8       | 162     | 6       | 294    | 6         |
| 69 kg | Yordanis Borrero      | 148     | 6       | 180     | 6       | 328    | 4         |
| 77 kg | Iván Cambar           | 157     | 8       | 196     | 3       | 353    | 6         |
| 85 kg | Jadier Valladares     | 169     | 7       | 203     | 5       | 372    | 5         |
| 94 kg | Yoandry Hernández     | 178     | 6       | 215     | 5       | 393    | 6         |

## Taekwondo
| Gara   | Atleta              | Tabellone principale              | Tabellone principale  | Tabellone principale             | Tabellone principale | Ripescaggi                       | Ripescaggi                                |
| Gara   | Atleta              | Ottavi                            | Quarti                | Semifinali                       | Finale               | Semifinali                       | Finale                                    |
| ------ | ------------------- | --------------------------------- | --------------------- | -------------------------------- | -------------------- | -------------------------------- | ----------------------------------------- |
| 68 kg  | Gessler Viera       | Servet Tazegül (Turchia) 3-4      |                       |                                  |                      |                                  |                                           |
| +80 kg | Ángel Valodia Matos | Leonardo Basile (Italia) 3-1      | Liu Xiaobo (Cina) 2-1 | Cha Dong-Min (Corea del Sud) 1-2 |                      |                                  | Arman Chilmanov (Kazakistan) squalificato |
| 49 kg  | Daynellis Montejo   | Buttree Puedpong (Thailandia) 0-1 |                       |                                  |                      | Tran Thi Ngoc Truc (Vietnam) 4-0 | Yang Shu-Chun (Taipei cinese) 3-2         |

## Tiro
| Gara                                       | Atleta                  | Qualificazioni | Qualificazioni | Finale    | Finale       | Finale |
| Gara                                       | Atleta                  | Punteggio      | Pos.           | Punteggio | Punt. totale | Pos.   |
| ------------------------------------------ | ----------------------- | -------------- | -------------- | --------- | ------------ | ------ |
| Carabina 10 metri aria compressa maschile  | Eliecer Perez Exposito  | 585            | 44             |           |              |        |
| Carabina 50 metri a terra maschile         | Eliecer Perez Exposito  | 582            | 52             |           |              |        |
| Carabina 50 metri 3 posizioni maschile     | Eliecer Perez Exposito  | 1134           | 47             |           |              |        |
| Pistola 25 metri automatica maschile       | Leurir Pupo Requejo     | 578            | 7              |           |              |        |
| Carabina 10 metri aria compressa femminile | Eglis Yaima Cruz Farfan | 396            | 11             |           |              |        |
| Carabina 50 metri 3 posizioni femminile    | Eglis Yaima Cruz Farfan | 588            | 2              | 99,6      | 687,6        |        |

## Tiro con l'arco
| Individuale maschile | Juan Carlos Stevens | 659 | 28 | Calvin Hartley (Sudafrica) 107(+19)-107(+17) | Alexandru Bodnar (Romania) 108-101 | Alan Wills (Gran Bretagna) 108-104 | Park Kyung-Mo (Corea del Sud) 108(+17)-108(+19) |  |  |  |  |

## Tuffi
| Gara                        | Atleta                     | Preliminari | Preliminari | Semifinale | Semifinale | Finale | Finale |
| Gara                        | Atleta                     | Punti       | Pos.        | Punti      | Pos.       | Punti  | Pos.   |
| --------------------------- | -------------------------- | ----------- | ----------- | ---------- | ---------- | ------ | ------ |
| Trampolino 3 metri          | Jorge Betancourt           | 428,95      | 19          |            |            |        |        |
| Trampolino 3 metri          | Jorge Pupo                 | 388,70      | 27          |            |            |        |        |
| Piattaforma 10 metri        | Jeinkel Aguirre            | 423,75      | 16          | 414,20     | 15         |        |        |
| Piattaforma 10 metri        | José Guerra                | 443,20      | 11          | 438,80     | 11         | 507,15 | 5      |
| Piattaforma 10 metri sincro | Erick Fornaris José Guerra |             |             |            |            | 409,38 | 7      |